# Parti national bosniaque
Le parti national bosniaque (en serbe cyrillique : Бошњачка народна странка ; en serbe latin et en bosnien : Bošnjačka narodna stranka ; en abrégé : BNS) est un parti politique serbe créé en 2012. Il a son siège à Novi Pazar et est présidé par Mujo Muković.
Il s'est donné comme mission de défendre les intérêts des Bosniaques de la région du Sandjak.

## Activités électorales
Lors des élections législatives serbes de 2012, le Parti national bosniaque a participé à la coalition Donnons de l'élan à la Serbie, emmenée par Tomislav Nikolić, qui était alors président du Parti progressiste serbe (SNS). Le président du parti, Mujo Muković, a été élu député à l'Assemblée nationale de la république de Serbie et est membre du groupe parlementaire du SNS.